# Torula pulveracea
Torula pulveracea är en svampart som beskrevs av Corda 1838. Torula pulveracea ingår i släktet Torula, divisionen sporsäcksvampar och riket svampar.   Inga underarter finns listade i Catalogue of Life.